# بروس براون جونیور
بروس براون جونیور (انگلیسی: Bruce Brown؛ زادهٔ ۱۵ اوت ۱۹۹۶) بازیکن بسکتبال اهل ایالات متحده آمریکا است.
از باشگاه‌هایی که در آن بازی کرده‌است می‌توان به دنور ناگتس و دیترویت پیستونز اشاره کرد.